# Pandoc
Pandoc — универсальная утилита («швейцарский нож») для работы с текстовыми форматами. Основная сфера применения — форматирование математических и технических текстов.
Среди особенностей отмечаются высокая скорость работы (по сравнению с утилитами на базе Perl или Python), расширяемость (так как для каждого формата используются отдельные модули), хорошая поддержка типографики, стандартов MathML и Unicode, автоматическое создание оглавления.
В Pandoc реализовано множество полезных расширений синтаксиса Markdown, в том числе метаданные документа (информация об авторе, названии и дате), сноски, таблицы и списки определений, верхние и нижние индексы, зачёркивание, а также встроенные математические команды LaTeX.
Для визуализации математических формул в HTML предоставляется восемь различных методов, в том числе MathJax и перевод на MathML. Математические формулы LaTeX отображаются в docx с использованием встроенных объектов Word.

### Входные форматы
- Библиографические форматы данных: BibTeX, BibLaTeX, CSL JSON или CSL YAML, RIS, EndNote XML
- Creole
- CSV и TSV таблицы
- DocBook
- EPUB
- FictionBook (FB2)
- Haddock
- HTML
- Jira (wiki-разметка)
- Journal Article Tag Suite (JATS) и Book Interchange Tag Set (BITS)
- JSON
- Jupyter Notebook
- LaTeX
- man (roff) и mdoc
- Markdown: Strict, CommonMark, Djot, GitHub Flavored Markdown (GFM), MultiMarkdown (MMD) и Markdown Extra (PHP Extra)
- OpenDocument (ODT)
- OPML
- Office Open XML: вариант из Microsoft Word
- Org-mode
- pod
- reStructuredText
- Textile
- txt2tags (t2t)
- Wiki markup: MediaWiki, Muse, TikiWiki, TWiki и Vimwiki

### Выходные форматы
- AsciiDoc
- Библиографические форматы данных: BibTeX, BibLaTeX, CSL JSON или CSL YAML
- ConTeXt
- DocBook: 4 и 5 версии
- EPUB: 2 и 3 версии[8]
- FictionBook (FB2)
- Haddock
- HTML: HTML4 и HTML5, совместимые с XHTML 1.0 Transitional и XHTML Strict соответственно
- InDesign ICML
- Jira (wiki-разметка)
- Journal Article Tag Suite (JATS)
- JSON
- Jupyter Notebook
- LaTeX
- man (roff)
- Markdown: Strict, CommonMark, Djot, GitHub Flavored Markdown (GFM), MultiMarkdown (MMD) и Markdown Extra (PHP Extra)
- OpenDocument (ODT/ODF) и OpenDocument XML
- OPML
- Office Open XML: варианты Microsoft Word и Microsoft PowerPoint
- Org-mode
- PDF (требуется стороннее приожение, такое, как ConTeXt, pdfroff, Prince XML, weasyprint, wkhtmltopdf)[9]
- Plain text
- reStructuredText
- Rich Text Format (RTF)
- TEI
- Texinfo
- Textile
- Web-слайдшоуs: LaTeX Beamer, Slideous, Slidy, DZSlides, reveal.js и S5 варианты
- Wiki markup: DokuWiki, MediaWiki, Muse, TikiWiki, TWiki и Vimwiki